# Lug (jezera)
Jezera Lug nalaze se u Bosni i Hercegovini kod Fojnice. Nastala su na kopu s kojeg se vadio šljunak.  Veliko jezero ima podvodne izvore i na najdubljem mjestu je oko 5 metara dubine i otječe u malo jezero koje je otprilike 3 - 3,5 metara dubine. Jezera nemaju službena imena.